# 小约恩斯·本特松
小约恩斯·本特松（瑞典語：Jöns Bengtsson (Oxenstierna)；1417年—1467年12月5日）是一位瑞典政治家，出自瑞典著名的奧克森謝納家族，是本特·揚森和瓦薩家族的克里斯蒂娜·克里斯謝恩斯多塔的兒子。在卡爾馬聯盟時期曾兩度擔任瑞典國家執政（1457年2月24日－1457年6月23日）及（1465年8月11日－1466年10月18日）。小约恩斯·本特松年少時在萊比錫大學攻讀，在1438年獲取藝術碩士後回到瑞典，並被安排擔任大祭司。不久他的父親本特·揚森被樞密院委排為。烏普蘭的大法官及穆塔拉河上的城堡城主。1440年，小约恩斯·本特松參加了在阿爾博加的會議，其中丹麥國王巴伐利亞的克里斯托弗當選成為瑞典國王，小约恩斯·本特松並在1441年作為瑞典代表參加了兩個卡爾馬聯盟的會議。。
1448年1月，國王巴伐利亞的克里斯托弗逝世，死後暫由父親本特·揚森與伯父尼爾斯·揚森共同成為攝政共治，小约恩斯·本特松亦於1448年2月當選成為大主教。尼爾斯及本特二人希望由小约恩斯·本特松當選成為國王，但是最後由邦代家族的卡爾八世於1448年6月20日當選。
1457年，教皇擢升他為隆德大主教，並於同年在卡爾八世被廢黜後，與埃里克·阿克塞爾松 (托特)共同成為瑞典國家執政。1457年6月23日，克里斯蒂安一世當選為國王，執政任期結束。1465年8月11日當時擔任國家執政的凯蒂尔·卡尔松逝世，小约恩斯·本特松再次成為國家執政，但是因為對執政不滿的派系聯結對付他，並在1466年選出埃里克·阿克塞爾松 (托特)為攝政，因此小约恩斯·本特松被迫退位，並於1467年12月15日在厄蘭島逝世。